# Actizera
Actizera is een geslacht van vlinders van de familie van de Lycaenidae, uit de onderfamilie van de Polyommatinae. De soorten van dit geslacht komen alleen in tropisch Afrika voor.

## Soorten
- A. atrigemmata (Butler, 1878)
- A. drucei (Bethune-Baker, 1906)
- A. lucida (Trimen, 1883)
- A. stellata (Trimen, 1883)